# Agelenoidea
Agelenoidea — надродина аранеоморфних павуків. Налічує близько 700 видів восьмиоких павуків, які згруповані у 2 родини:
- Agelenidae
- Amphinectidae